# Avalon High (filme)
Avalon High (bra Avalon High) é um telefilme estadunidense de 2010, dos gêneros aventura e fantasia, dirigido por Stuart Dillard para o Disney Channel, com roteiro de Amy Talkington e Julie Sherman Wolfe baseado no livro homônimo de Meg Cabot.
Lançado em 12 de novembro de 2010 nos Estados Unidos, quando foi visto por 3,8 milhões de telespectadores.

## Elenco
- Britt Robertson como Allie Pennington (Allie)
- Gregg Sulkin como William Wagner (Will)
- Joey Pollari como Miles
- Devon Graye como Marco Campbell
- Molly Quinn como Jenifer Gold (Jen)
- Chris Tavares como Lance Benwick
- Steve Valentine como Sr. Moore
- Anthony Ingruber como Sean

## Produção
As filmagens do longa aconteceram em Auckland, na Nova Zelândia, de 3 de maio a 3 de junho de 2010. A praia Bethells foi usada como localização para todas as cenas de batalha.

## Trilha sonora
- The Fire Theft - Chain
- Jordin Sparks - Battlefield
- Play - Destiny